# جیم شوتر
جیم شوتر (انگلیسی: Jim Shooter؛ زادهٔ ۲۷ سپتامبر ۱۹۵۱) یک پدیدآور، نویسنده و ناشر اهل ایالات متحده آمریکا است.
او که حرفهٔ خود را از سن ۱۴ سالگی شروع کرده، بیشتر برای همکاری‌اش با انتشارات مارول کمیکس شناخته می‌شود.
وی همچین برندهٔ جایزه عقاب (۱۹۷۹) و جایزه اینک‌پات (۱۹۸۰) می‌باشد.